# Magarao
Magarao (Bayan ng Magarao) är en kommun i Filippinerna. Kommunen ligger på ön Luzon, och tillhör provinsen Camarines Sur. Folkmängden uppgår till 25 694 invånare.
Magarao är indelat i 15 barangayer.